# Vranec
Vranec (Huperzia) je rod stálezelených plavuňovitých rostlin. Dříve byl řazen do samostatné čeledi vrancovité (Huperziaceae), na jejímž uznání však nepanuje všeobecná shoda.

## Taxonomie a systematika
V minulosti byli zástupci vesměs řazeni do rodu plavuň (Lycopodium). Moderní systémy založené na molekulární fylogenetice ukazují, že rod lze pojímat buď velmi široce, v takovém případě je celý rod Huperzia (sensu lato) totožný s celou bývalou čeledí vrancovitých (resp. podčeledí Huperzioideae), nebo jej rozdělit do tří monofyletických rodů: Huperzia sensu stricto, Phlegmariurus (dva monofyletické klady oddělující zástupce Starého a Nového světa) a samostatný druh Phylloglossum drummondii, v dřívějších systémech řazený do samostatné čeledi nebo dokonce řádu; tento přístup volí i aktuální klasifikace kapraďorostů známá jako PPG I.

## Rozšíření a popis
Rod v širokém pojetí obsahuje asi 350 druhů s kosmopolitním rozšířením. Z toho rod vranec v úzkém pojetí, které je zpracováno i v tomto článku, zahrnuje cca 25 terestrických druhů vyskytujících se především v mírných a chladných oblastech světa a Phlegmariurus zbytek, převážně tropických nebo subtropických, epifyticky rostoucích druhů. Jsou to vytrvalé, vždyzelené byliny, s vidličnatým větvením a úzkými listy (mikrofyly). Větve jsou přibližně stejně dlouhé, rostliny vyrůstají ve vzpřímených trsech. Sporofyly a trofofyly nejsou na rozdíl od plavuňovitých tvarově rozlišeny, sporofyly nevytvářejí výtrusnicový klas – okrouhlé, zploštělé výtrusnice vyrůstají na krátkých stopečkách v paždí listů. Výtrusy jsou nerozlišené (izosporické). Prokel je válcovitý až zploštělý, úplně nebo částečně podzemní, saprofytický, závislý na mykorhize.
V české flóře je zastoupen jediný druh: vranec jedlový (Huperzia selago).

## Vybraní zástupci
- Huperzia appressa – Severní Amerika, severní Asie, Evropa
- Huperzia australiana – arktické polohy Austrálie a Nového Zélandu
- Huperzia lucidula – Severní Amerika
- Huperzia porophila – skalnatá stanoviště, Severní Amerika
- Huperzia selago (vranec jedlový) – cirkumpolární rozšíření na severní polokouli, též na jižní

## Galerie

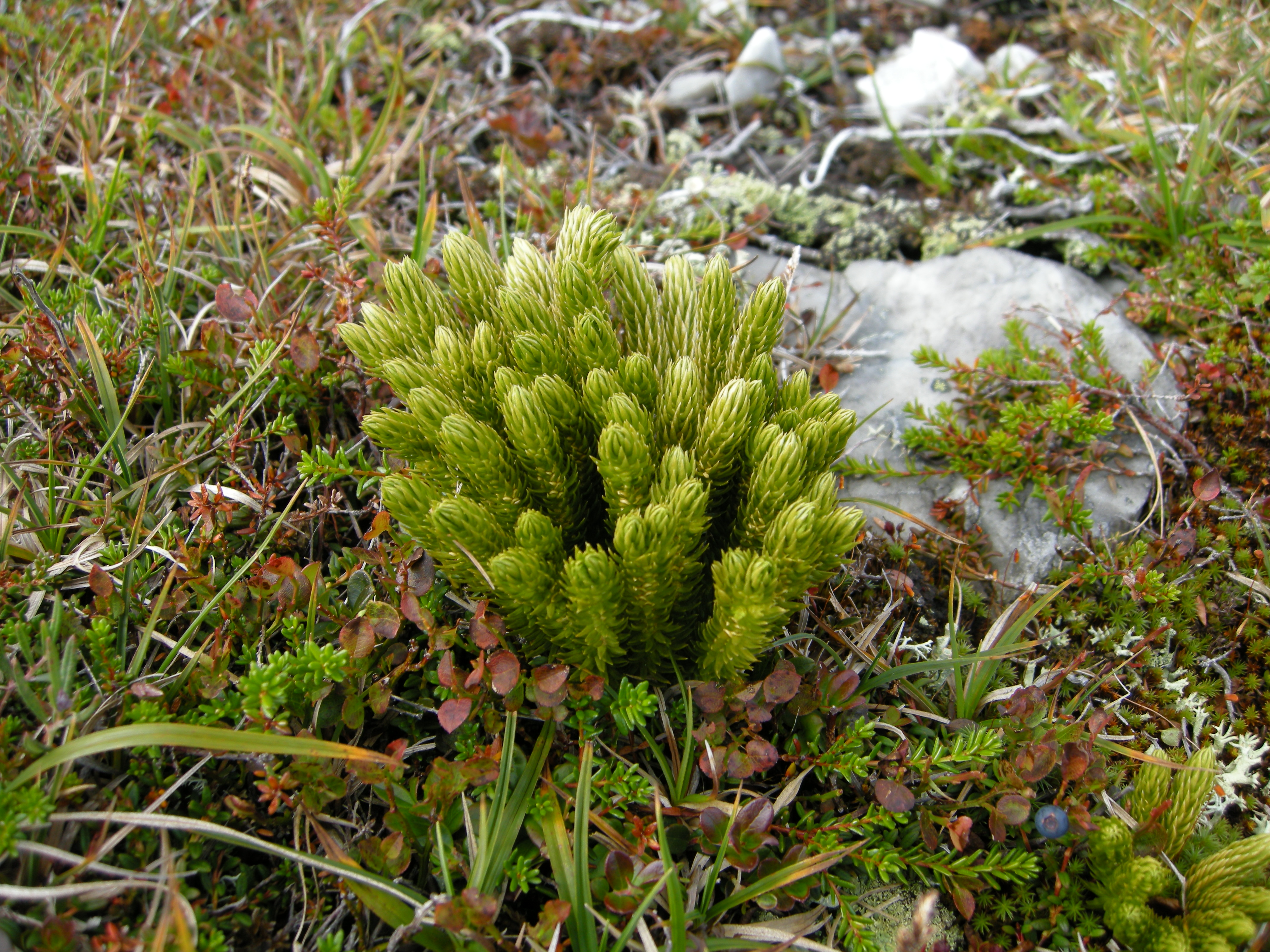
Huperzia appressa
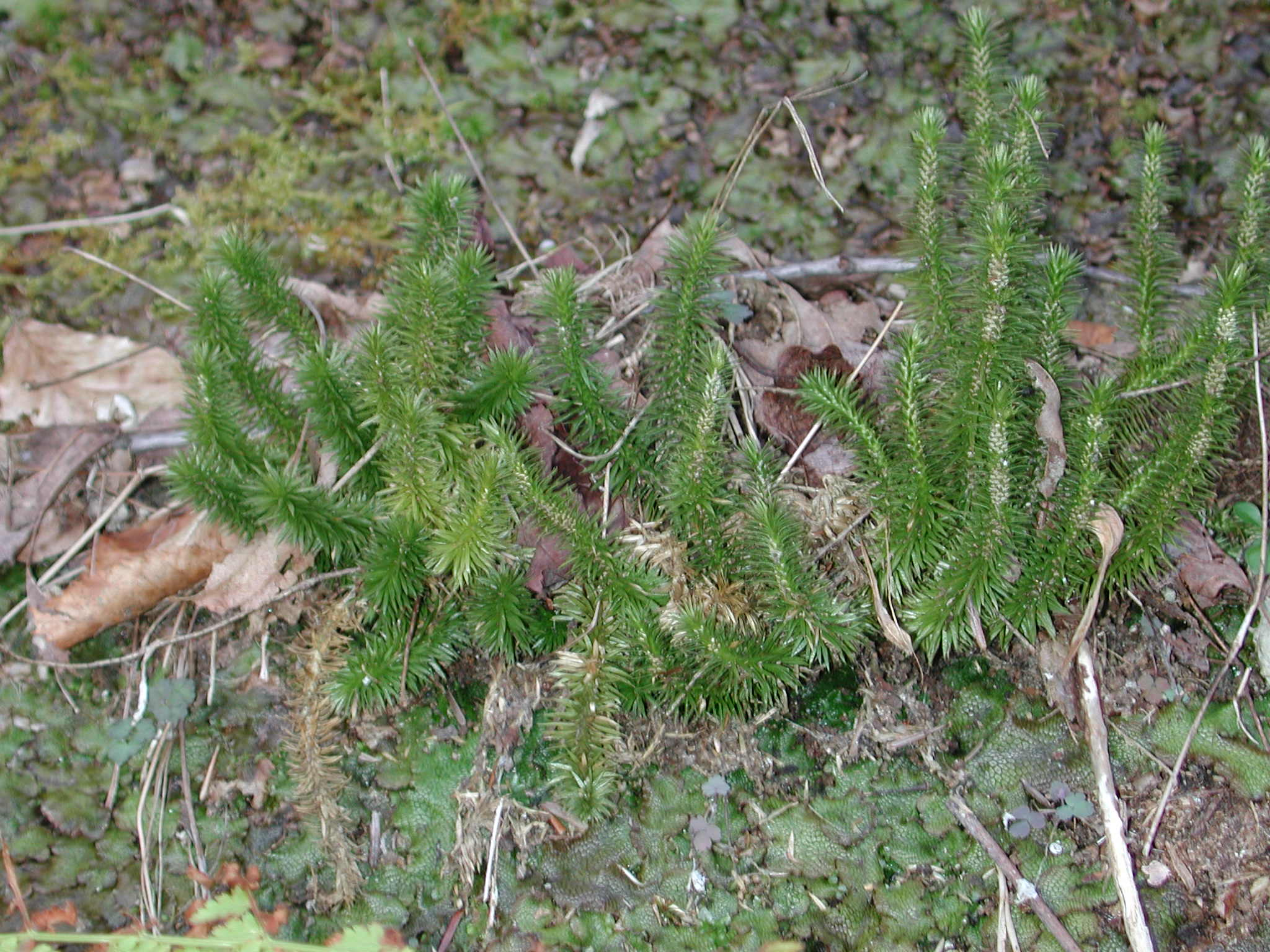
Huperzia porophila
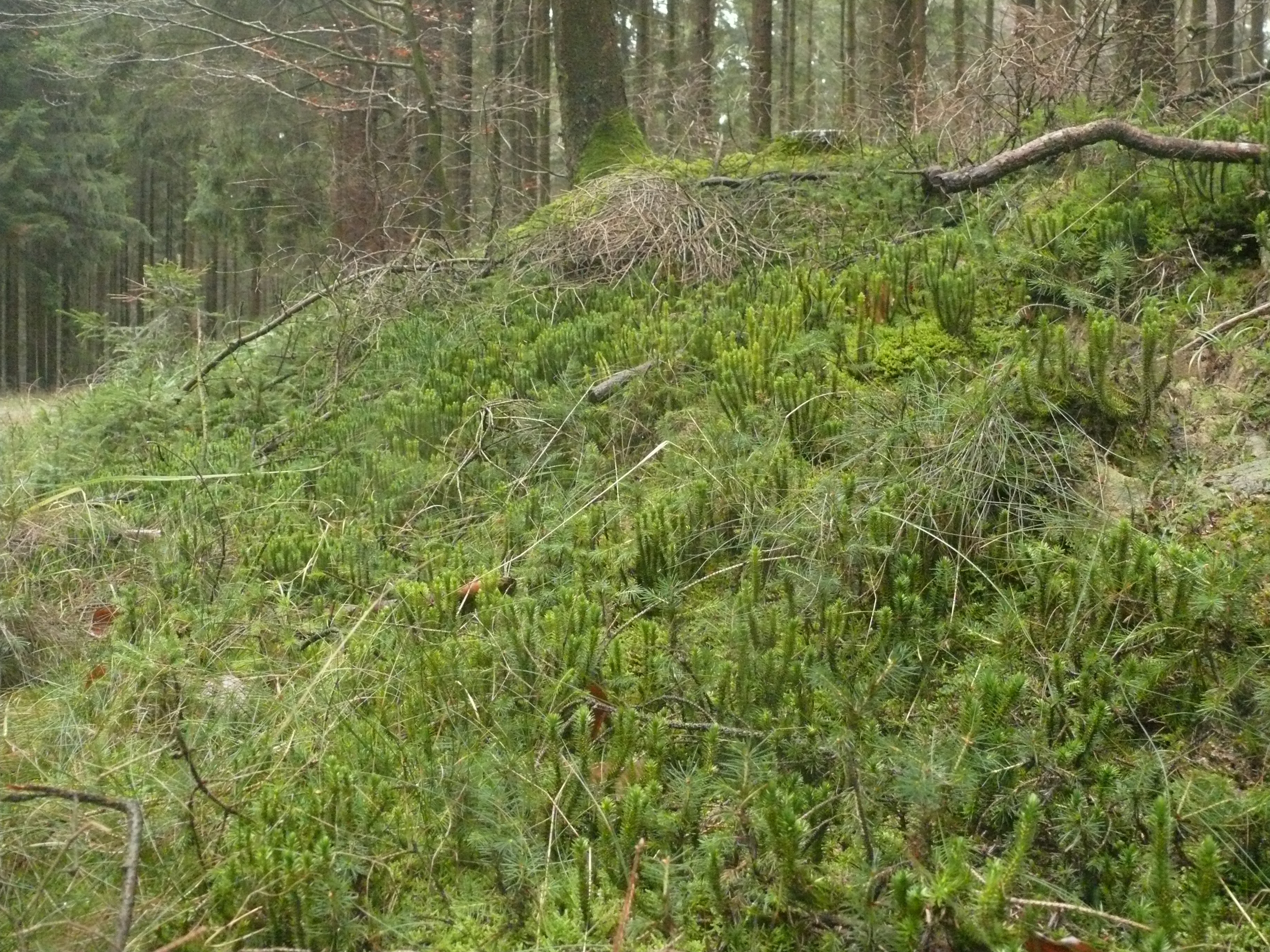
Porost vrance jedlového v Německu
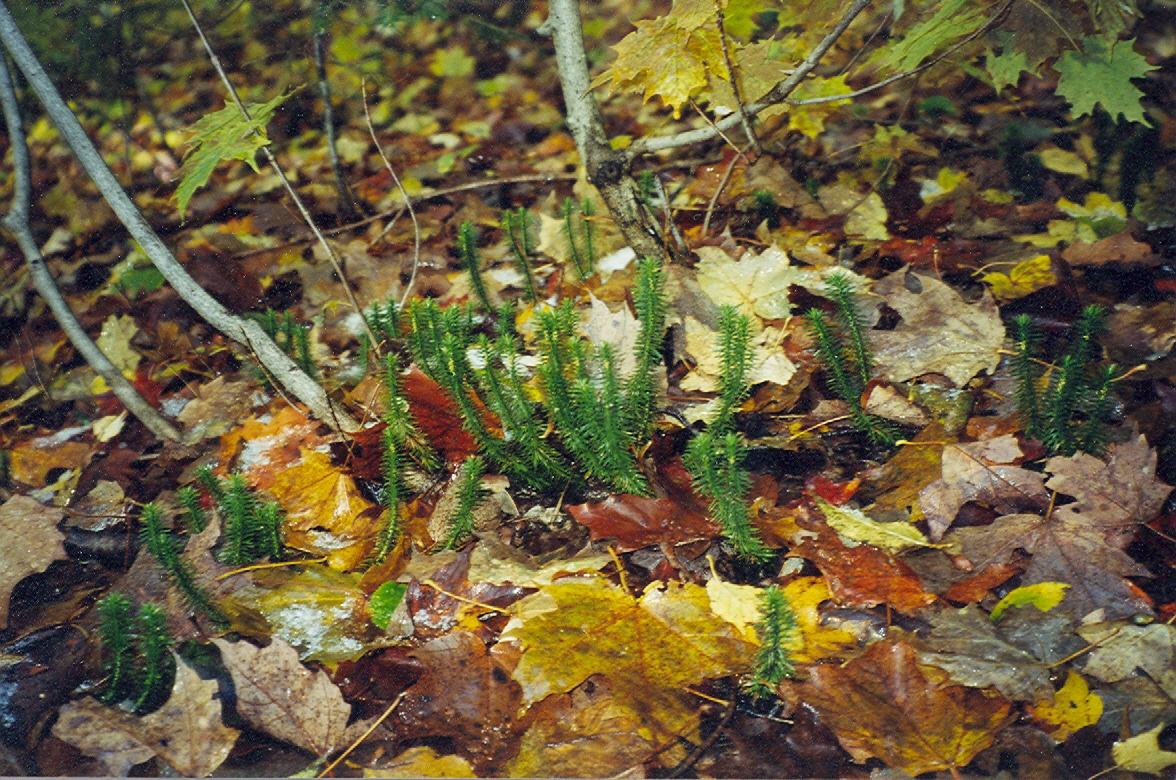
Huperzia lucidula
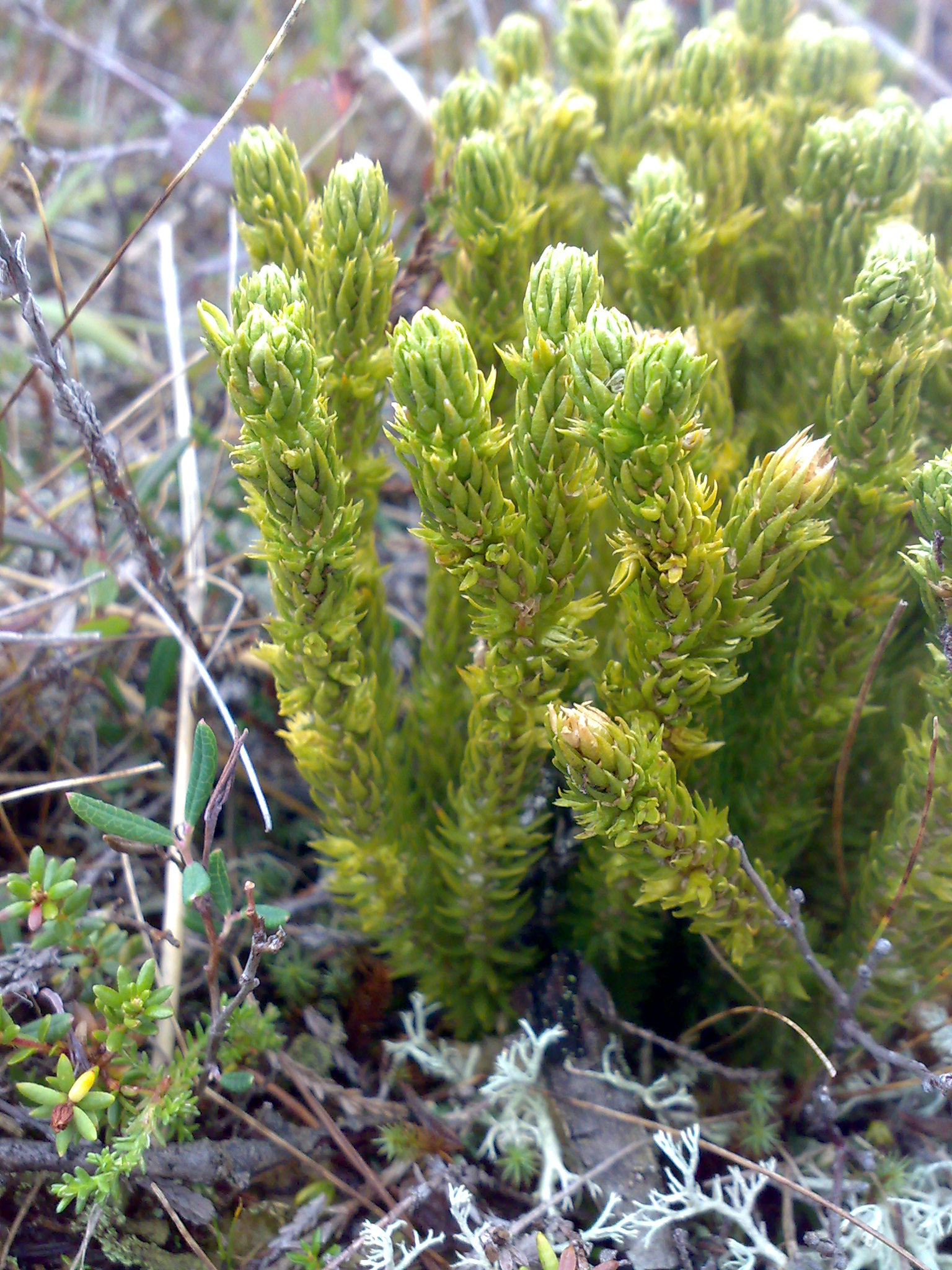
Huperzia arctica
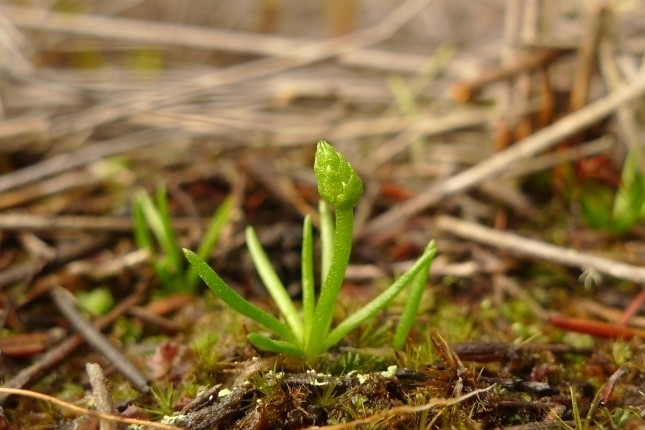
V širokém pojetí je do rodu vranec zahrnována i miniaturní rostlina Phylloglossum drummondii (v tom případě jako Huperzia drummondii)